# Roystonea regia
La palma reale (Roystonea regia (Kunth) O.F.Cook, 1900) è una palma della sottofamiglia Arecoideae

## Distribuzione e habitat
La specie è diffusa nel sud della Florida, in Messico, Honduras, Belize, Panama e in diverse isole caraibiche tra cui Cuba.